# Saulon-la-Rue
Saulon-la-Rue è un comune francese di 601 abitanti situato nel dipartimento della Côte-d'Or nella regione della Borgogna-Franca Contea.

## Società

### Evoluzione demografica
Abitanti censiti